# Хитцльспергер, Томас
То́мас Хи́тцльспергер (нем. Thomas Hitzlsperger; 5 апреля 1982, Мюнхен) — немецкий футболист, выступавший на позиции полузащитника. Бронзовый призёр чемпионата мира и вице-чемпион Европы в составе сборной Германии.

## Клубная карьера
Томас Хитцльспергер — воспитанник футбольного клуба «Бавария» из Мюнхена.
В августе 2000 года он перебрался в английскую «Астон Виллу». Дебют футболиста в основном составе клуба из Бирмингема состоялся 13 января 2001 года в игре против «Ливерпуля». Этот матч оказался единственным для полузащитника в его первый сезон в Англии. Первую половину сезона 2001/02 Хитцльспергер провёл в аренде в клубе «Честерфилд». В начале 2002 года после назначения на пост главного тренера «Астон Виллы» Грэма Тейлора Хитцльспергер стал довольно часто играть за основной состав клуба, а 20 апреля забил свой первый гол (в ворота «Лестера»). За «львов» полузащитник выступал до 2005 года. За это время в общей сложности он сыграл более 100 матчей.
Летом 2005 года Томас на правах свободного агента перешёл в клуб немецкой Бундеслиги «Штутгарт», где сразу стал игроком основного состава. Наиболее успешным для футболиста в составе «швабов» стал сезон 2006/07, когда клуб стал чемпионом Германии, а сам игрок принял участие в 30 играх и забил 7 голов. С июля 2008 года по декабрь 2009 года Томас являлся капитаном «Штутгарта», сменив на этом посту португальца Фернанду Мейра. С 1 декабря его сменил на этом посту француз Маттье Дельпьерр.
В последний день января 2010 года Томас перешёл в итальянский «Лацио», за который до конца сезона провёл 6 матчей и забил 1 гол.
5 июня 2010 года Хитцльспергер перешёл в клуб «Вест Хэм Юнайтед», подписав контракт на 3 года, однако ещё до начала сезона получил серьёзную травму, из-за которой дебютировал за «Вест Хэм» лишь 21 февраля 2011 года в матче Кубка Англии против «Бернли». В первом же матче в составе «молотков» Хитцльспергер отметился забитым голом. В Премьер-лиге за «Вест Хэм» футболист сыграл 11 матчей, в которых забил 2 гола (в ворота «Сток Сити» и «Блэкберн Роверс»). По итогам сезона полузащитник покинул команду на правах свободного агента, так как в его контракте был пункт, согласно которому немец мог покинуть команду в случае её вылета из Премьер-лиги.
17 августа 2011 года Хитцльспергер перешёл в «Вольфсбург». Контракт подписан сроком на 3 года. В сезоне 2011/12 Хитцльспергер принял участие лишь в 6 играх «волков», большую часть сезона пропустив из-за травм. По окончании сезона действие контракта футболиста с клубом было прекращено.
19 октября 2012 года Хитцльспергер подписал краткосрочный контракт с английским клубом «Эвертон» до января 2013 года. Зимой мерсисайдский клуб продлил контракт с футболистом уже до конца сезона. По окончании контракта игрок покинул команду, проведя за неё в общей сложности семь матчей (четыре — в стартовом составе).
4 сентября 2013 года Томас Хитцльспергер закончил карьеру профессионального футболиста.

## Карьера в сборной
Хитцльспергер был капитаном юношеской сборной Германии (до 19 лет). Выступал он и за молодёжную немецкую сборную, сыграв 20 матчей и забив 3 мяча.
Первый матч за основную сборную Германии провёл 9 октября 2004 года против сборной Ирана. Первый гол за сборную забил в ворота сборной Сан-Марино 6 сентября 2006 года.
За главную сборную страны Хитцльспергер выступал до 2010 года. За это время в составе сборной Германии он стал бронзовым призёром Кубка конфедераций 2005, бронзовым призёром чемпионата мира 2006 и серебряным призёром чемпионата Европы 2008.
Всего в майке сборной Германии провёл 52 матча, в которых забил шесть голов.

## После окончания карьеры
5 июня 2016 года Томас Хитцльспергер вошёл в руководящий состав «Штутгарта» после вылета команды во Вторую Бундеслигу по итогам сезона 2015/16. Он руководил футбольной школой при клубе, а в 2019 году занял должность спортивного директора.

## Статистика выступлений

### Клубная
| Клуб             | Сезон            | Лига | Лига | Кубки | Кубки | Еврокубки | Еврокубки | Прочее | Прочее | Итого | Итого |
| Клуб             | Сезон            | Игры | Голы | Игры  | Голы  | Игры      | Голы      | Игры   | Голы   | Игры  | Голы  |
| ---------------- | ---------------- | ---- | ---- | ----- | ----- | --------- | --------- | ------ | ------ | ----- | ----- |
| Честерфилд       | 2001/02          | 5    | 0    | 0     | 0     | 0         | 0         | 0      | 0      | 5     | 0     |
| Честерфилд       | Итого            | 5    | 0    | 0     | 0     | 0         | 0         | 0      | 0      | 5     | 0     |
| Астон Вилла      | 2000/01          | 1    | 0    | 0     | 0     | 0         | 0         | 0      | 0      | 1     | 0     |
| Астон Вилла      | 2001/02          | 12   | 1    | 0     | 0     | 0         | 0         | 0      | 0      | 12    | 1     |
| Астон Вилла      | 2002/03          | 26   | 2    | 3     | 2     | 0         | 0         | 0      | 0      | 29    | 4     |
| Астон Вилла      | 2003/04          | 32   | 3    | 6     | 2     | 0         | 0         | 0      | 0      | 38    | 5     |
| Астон Вилла      | 2004/05          | 28   | 3    | 2     | 0     | 0         | 0         | 0      | 0      | 30    | 3     |
| Астон Вилла      | Итого            | 99   | 9    | 11    | 4     | 0         | 0         | 0      | 0      | 110   | 13    |
| Штутгарт         | 2005/06          | 26   | 2    | 2     | 1     | 7         | 0         | 0      | 0      | 35    | 3     |
| Штутгарт         | 2006/07          | 30   | 7    | 5     | 3     | 0         | 0         | 0      | 0      | 35    | 10    |
| Штутгарт         | 2007/08          | 25   | 5    | 4     | 2     | 2         | 0         | 0      | 0      | 31    | 7     |
| Штутгарт         | 2008/09          | 32   | 5    | 2     | 0     | 5         | 1         | 0      | 0      | 39    | 6     |
| Штутгарт         | 2009/10          | 12   | 1    | 3     | 1     | 5         | 0         | 0      | 0      | 20    | 2     |
| Штутгарт         | Итого            | 125  | 20   | 16    | 7     | 19        | 1         | 0      | 0      | 160   | 28    |
| Лацио            | 2009/10          | 6    | 1    | 0     | 0     | 0         | 0         | 0      | 0      | 6     | 1     |
| Лацио            | Итого            | 6    | 1    | 0     | 0     | 0         | 0         | 0      | 0      | 6     | 1     |
| Вест Хэм Юнайтед | 2010/11          | 11   | 2    | 2     | 1     | 0         | 0         | 0      | 0      | 13    | 3     |
| Вест Хэм Юнайтед | Итого            | 11   | 2    | 2     | 1     | 0         | 0         | 0      | 0      | 13    | 3     |
| Вольфсбург       | 2011/12          | 6    | 0    | 0     | 0     | 0         | 0         | 0      | 0      | 6     | 0     |
| Вольфсбург       | Итого            | 6    | 0    | 0     | 0     | 0         | 0         | 0      | 0      | 6     | 0     |
| Эвертон          | 2012/13          | 7    | 0    | 2     | 0     | 0         | 0         | 0      | 0      | 9     | 0     |
| Эвертон          | Итого            | 7    | 0    | 2     | 0     | 0         | 0         | 0      | 0      | 9     | 0     |
| Всего за карьеру | Всего за карьеру | 259  | 32   | 31    | 12    | 19        | 1         | 0      | 0      | 309   | 45    |

### Голы за сборную
| № | Дата       | Поле       | Соперник    | Счет | Итог | Турнир                 |
| - | ---------- | ---------- | ----------- | ---- | ---- | ---------------------- |
| 1 | 06.09.2006 | Серравалле | Сан-Марино  | 9:0  | 13:0 | Квалификация Евро-2008 |
| 2 | 06.09.2006 | Серравалле | Сан-Марино  | 11:0 | 13:0 | Квалификация Евро-2008 |
| 3 | 06.06.2007 | Гамбург    | Словакия    | 2:1  | 2:1  | Квалификация Евро-2008 |
| 4 | 17.11.2007 | Мюнхен     | Кипр        | 4:0  | 4:0  | Квалификация Евро-2008 |
| 5 | 06.02.2008 | Вена       | Австрия     | 1:0  | 3:0  | Товарищеский матч      |
| 6 | 06.09.2008 | Вадуц      | Лихтенштейн | 5:0  | 6:0  | Квалификация ЧМ-2010   |

## Достижения

### Командные
«Штутгарт»
- Чемпионат Германии
  - Чемпион: 2006/07

Сборная Германии
- Кубок конфедераций
  - Бронзовый призёр: 2005
- Чемпионат мира
  - Бронзовый призёр: 2006
- Чемпионат Европы
  - Вице-чемпион: 2008

### Личные
«Штутгарт»
- Игрок месяца в Бундеслиге: апрель 2007, ноябрь 2007.
- Лауреат премии Юлиуса Хирша за вклад в развитие терпимости и гуманизма: 2011.

## Личная жизнь
В июне 2007 года расстался со своей подругой Ингой за месяц до назначенной свадьбы. После окончания карьеры, в январе 2014 года первым из видных немецких футболистов официально заявил, что является геем. По словам бывшего спортсмена, процесс осознания собственной гомосексуальности был долгим и сложным и лишь в последние несколько лет он окончательно понял, кем является на самом деле.